# Lawrie McMenemy
Lawrence McMenemy, conosciuto più comunemente come Lawrie McMenemy (Gateshead, 26 luglio 1936) è un ex calciatore e allenatore di calcio inglese, di ruolo centrocampista.

## Carriera

### Giocatore
Dal 1959 al 1961 ha giocato nel Gateshead, nelle serie minori inglesi, terminando prematuramente la carriera a causa di un infortunio.

### Allenatore
Dal 1961 al 1964 ha lavorato come vice al Gateshead, mentre dal 1964 al 1966 ha allenato i dilettanti del Bishop Auckland; nella stagione 1966-1967 e nella stagione 1967-1968 ha lavorato come vice allo Sheffield Weds, club della prima divisione inglese. Nel 1968 è diventato allenatore del Doncaster, con cui alla sua prima stagione ha vinto il campionato di Fourth Division, ottenendo poi due salvezze consecutive in Third Division, la terza divisione inglese; è quindi passato al Grimsby Town, con cui ha vinto un altro campionato di Fourth Division e conquistato un'altra salvezza in Third Division.
Nel 1973 va a lavorare come vice al Southampton, nella prima divisione inglese, venendo poi promosso ad allenatore della squadra nel novembre dello stesso anno; nella sua prima stagione da allenatore in massima serie non riesce ad evitare la retrocessione del club in seconda divisione, venendo nonostante ciò riconfermato alla guida della squadra anche per la stagione 1974-1975; dal 1975 al 1978 (anno in cui i Saints arrivando secondi in classifica nel campionato di Second Division vengono nuovamente promossi in prima divisione) allena in seconda divisione al Southampton, con cui nella stagione 1975-1976 vince anche la prima FA Cup nella storia del club, perdendo poi il Charity Shield nell'anno seguente, nel quale i biancorossi partecipano anche alla Coppa delle Coppe, nella quale elimina i francesi dell'Olympique Marsiglia (5-2 complessivo) ed i nordirlandesi del Carrick Rangers (complessivo 9-3) prima di venire eliminato nei quarti di finale dai belgi dell'Anderlecht con un complessivo 3-2. Nella stagione 1978-1979 il Southampton gioca inoltre la prima finale di Coppa di Lega inglese della sua storia, perdendola per 3-2 contro il Nottingham Forest.
A partire dal 1978 McMenemy allena dunque in prima divisione: il suo primo campionato si conclude con un piazzamento a metà classifica, mentre nella stagione 1979-1980 e nella stagione 1980-1981 arrivano rispettivamente un ottavo ed un sesto posto in classifica, piazzamento che vale la qualificazione per la Coppa UEFA 1981-1982, nella quale i Saints eliminano gli irlandesi del Limerick fermandosi poi ai sedicesimi di finale, nei quali vengono eliminati dai portoghesi dello Sporting Lisbona. Il campionato 1981-1982 viene concluso con un settimo posto in classifica, grazie al quale nella stagione 1982-1983 i biancorossi (che chiudono la First Division 1982-1983 al dodicesimo posto in classifica) partecipano alla Coppa UEFA 1982-1983, nella quale vengono però subito eliminati dagli svedesi dell'IFK Norrköping ai trentaduesimi di finale (il primo turno della competizione).
Nella stagione 1983-1984 McMenemy è protagonista di una delle stagioni più positive della storia del club, che, oltre ad arrivare alla semifinale di FA Cup 1983-1984 (persa per 1-0 contro l'Everton futuro vincitore del trofeo), conquista un secondo posto in classifica nel campionato inglese, a tre punti di distacco dal Liverpool campione d'Inghilterra: si tratta del miglior piazzamento di sempre nel campionato inglese della storia del club, che nella stagione 1984-1985 torna quindi a giocare la Coppa UEFA, dove subisce una nuova eliminazione ai trentaduesimi di finale, questa volta per mano dei tedeschi dell'Amburgo. In questa stagione il club ottiene un quinto posto in classifica in campionato, piazzamento che se non fosse stato per la squalifica quinquennale di tutti i club inglesi dalle competizioni UEFA per club avrebbe valso al Southampton la qualificazione alla Coppa UEFA 1985-1986: nell'estate del 1985, dopo 12 anni di permanenza sulla panchina del club, viene esonerato dall'incarico di allenatore.
Nell'estate del 1985, lasciato il Southampton, viene ingaggiato dal Sunderland, club di seconda divisione, con cui lavora per due anni, qualificandosi anche alla semifinale della Full Members Cup nella sua prima stagione, ma senza riuscire ad ottenere la promozione in prima divisione.
Dal 1990 al 1993 lavora contemporaneamente come allenatore della nazionale inglese Under-21 e come vice di Graham Taylor sulla panchina della nazionale maggiore.
Dal 1993 al 1997 lavora come dirigente al Southampton, mentre dal 1998 al 1999 lavora come commissario tecnico della nazionale nordirlandese.

## Palmarès

### Allenatore

#### Competizioni nazionali
- Coppa d'Inghilterra: 1

Southampton: 1975-1976
- Fourth Division: 2

Doncaster: 1968-1969
Grimsby Town: 1971-1972
- Trofeo Ciudad de Vigo: 1

Southampton: 1983